# 3414 Champollion
3414 Champollion este un asteroid din centura principală, descoperit pe 19 februarie 1983, de Edward Bowell.